# Miss International 1960
| Data:                | 12 sierpnia 1960                  |
| Kraj:                | Stany Zjednoczone                 |
| Miasto:              | Long Beach                        |
| Gala finałowa:       |                                   |
| Liczba uczestniczek: | 52                                |
| Zwyciężczyni:        | Stella Márquez Zawadski, Kolumbia |
| Poprzedniczka:       | -                                 |
| Następczyni:         | Stanny van Baer, Holandia         |
| -------------------- | --------------------------------- |

## Wyniki
| Wyniki finału           | Uczestniczka/Uczestniczki |
| ----------------------- | --- |
| Miss International 1960 | - Kolumbia – Stella Márquez Zawadski |
| 1. wicemiss             | - Indie – Iona Pinto |
| 2. wicemiss             | - Islandia – Sigridur Geirsdottir |
| 3. wicemiss             | - Wielka Brytania – Joyce Kay |
| 4. wicemiss             | - Stany Zjednoczone – Charlene Lundberg |
| Półfinalistki           | - Austria – Elizabeth Hodacs - Filipiny – Edita Resurreccion Vital - Izrael – Lili Dajani - Japonia – Michiko Takagi - Niemcy – Helga Kirsch - Paragwaj - Gretel Hedger Carvallo - Polska – Marzena Malinowska - Singapur – Christl D’Cruz - Wenezuela – Gladys Ascanio - Włochy – Maria Grazia Jacomelli |

## Uczestniczki
- Argentyna – Slavica Lazaric
- Australia – Joan Stanbury
- Austria – Elizabeth Hodacs
- Belgia – Caroline Lecerf
- Boliwia – Edmy Arana Ayala
- Borneo – Elizabeth Voon
- Brazylia – Magda Renate Pfrimer
- Cejlon – Yvonne Eileen Gunawardene
- Dania – Sonja Menzel
- Ekwador – Magdalena Dávila Gonzalez
- Filipiny – Edita Resurreccion Vital
- Finlandia – Marketta Nieminen
- Francja – Jeanne Rossi
- Grecja – Kiki Kotsaridou
- Gujana Brytyjska – Julia Ann Adamson
- Hiszpania – Elena Herrera Dávila-Núñez
- Holandia – Katinka Bleeker
- Hongkong – Lena Woo
- Indie – Iona Pinto
- Indonezja – Wiana Sulastini
- Islandia – Sigridur Geirsdottir
- Izrael – Lili Dajani
- Japonia – Michiko Takagi
- Jordania – Gulnar Tucktuck
- Kanada – Margaret Powell
- Kolumbia – Stella Márquez Zawadski

- Korea – Kim Jung-ja
- Liban – Juliana Reptsik
- Luksemburg – Liliane Mueller
- Malezja – Zanariak „Zena” Ahmad
- Maroko – Raymonde Valle
- Niemcy – Helga Kirsch
- Norwegia – Lise Hammer
- Paragwaj  - Gretel Hedger Carvallo
- Peru – Irma Vargas Fuller
- Polska – Marzena Malinowska
- Południowy Pacyfik – Patricia Apoliona
- Portoryko – Carmen Sara Latimer
- Portugalia – Maria Josabete Silva Santos
- Singapur – Christl D’Cruz
- Stany Zjednoczone – Charlene Lundberg
- Szwajcaria – Mylene Delapraz
- Szwecja – Gunilla Elm
- Tahiti – Teura Bauwens
- Tajwan – Janet Lin Chin-Yi
- Tunezja – Habiba Ben Abdallah
- Turcja – Guler Kivrak
- Urugwaj – Beatriz Liñares
- Wenezuela – Gladys Ascanio
- Wielka Brytania – Joyce Kay
- Włochy – Maria Grazia Jacomell
- Południowa Afryka – Nona Sherriff

## Notatki dot. państw uczestniczących

### Państwa i terytoria rezygnujące
- Hawaje – Gordean Leilehua Lee
- Jugosławia – Tania Velic